# گری (حوزه سرشماری)، مین
گری (به انگلیسی: Gray) یک منطقهٔ مسکونی در ایالات متحده آمریکا است که در شهرستان کامبرلند، مین واقع شده‌است. گری ۷٫۶ کیلومتر مربع مساحت و ۸۸۴ نفر جمعیت دارد و ۹۱٫۷۵ متر بالاتر از سطح دریا واقع شده‌است.